# Полуостров тюльпанов
Полуостров тюльпанов — достопримечательность, которая расположена в Орловском районе Ростовской области, на территории долины реки Маныч. Наиболее посещаема во второй половине апреля во время массового цветения тюльпанов.

## История

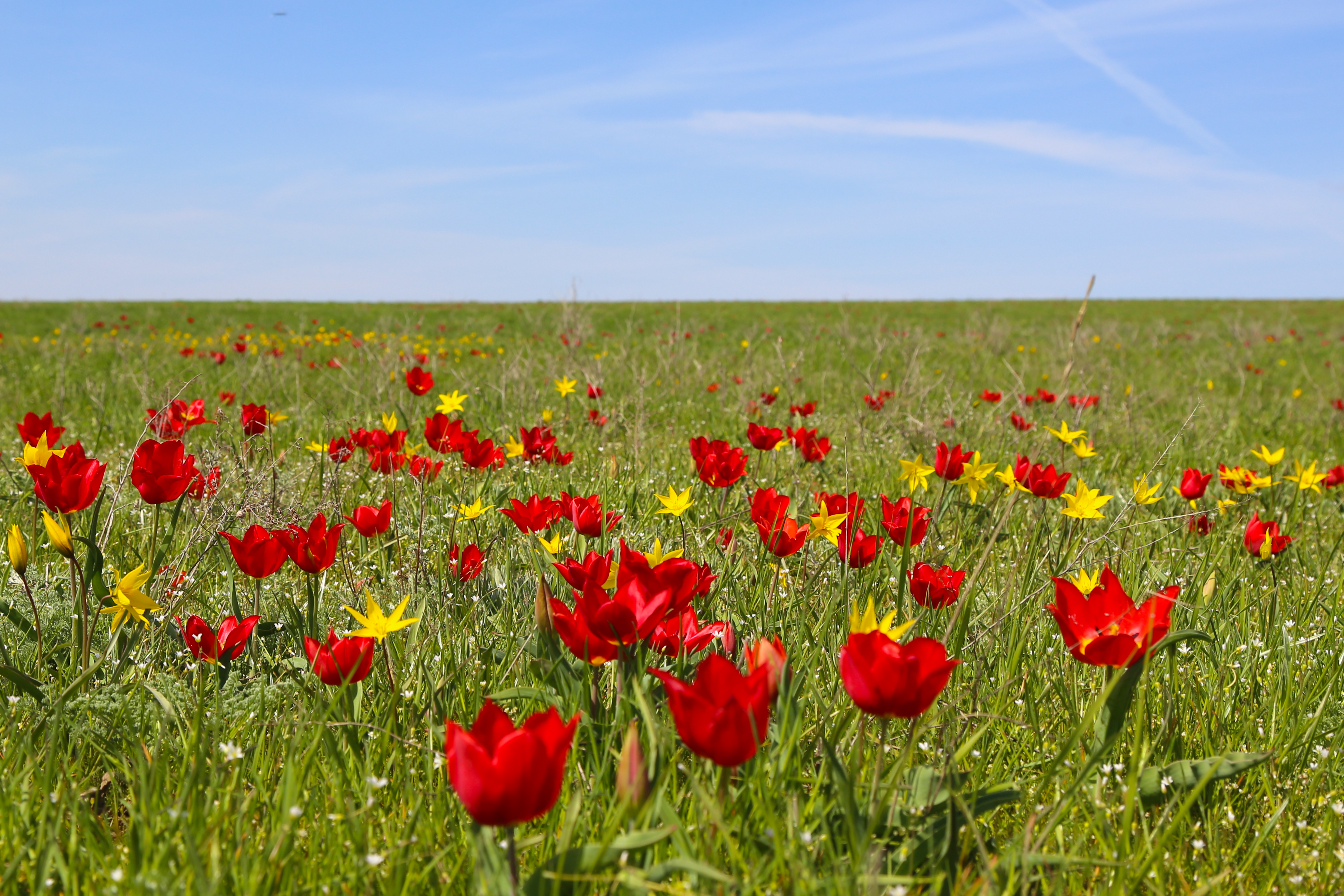
Тюльпаны Геснера и Биберштейна

Ежегодно во второй половине апреля в долине реки Маныч происходит массовое цветение тюльпанов, среди которых тюльпаны Геснера и Биберштейна, красные тюльпаны Шренка и двухцветные белые тюльпаны.
Цветущие тюльпаны образуют собой большие площади, которые туристы могут осматривать в сопровождении сотрудников заповедника. Полуостров тюльпанов относится к туристическим объектам долины реки Маныч.
На территории заповедника устраивать места для отдыха запрещено, поэтому местные жители отдыхают на прудах, которые были основаны в период с 1911 года по 1960-е годы. Тюльпаны растут на участках нераспаханной степи. Тенденции к сокращению тюльпанов из года в год замечено не было. Помимо тюльпанов, в долине можно увидеть ирисы, ковыль, полынь, донник, татарник, кермек.
В Орловской районе Ростовской области проводится фестиваль «Воспетая степь» начиная с 2012 года. Мероприятие представляет интерес для тех, кого интересует природа степи. В 2015 году фестиваль посетило около 3 с половиной тысяч человек. У туристов была возможность осмотреть территории с цветущими тюльпанами.